# Sarentino
Sarntal tiếng Ý: Sarentino; tiếng Đức: Sarntal) là một đô thị ở tỉnh Bolzano-Bozen trong vùng Trentino-Alto Adige/Südtirol của Ý, có vị trí cách khoảng 70 km về phía đông bắc của thành phố Trento và khoảng 15 km về phía bắc của thành phố Bolzano. Tại thời điểm ngày 31 tháng 12 năm 2004, đô thị này có dân số 6.671 người và diện tích là 302,3 km².
Đô thị Sarntal (Sarentino) có các frazioni (các đơn vị cấp dưới, chủ yếu là các làng) Sarentino (Sarnthein), Sonvigo (Aberstückl), Acereto (Agratsberg), Campolasta (Astfeld), Prati (Auen), Pennes di Fuori (Ausserpens), Spessa (Dick), Valdurna (Durnholz), Montessa (Essenberg), Campo di Ronco (Gebracksberg), Gentersberg-Kandelsberg, Collerno (Glern), Pennes di Dentro (Innerpens), Mules (Muls), Vangabassa (Niederwangen), Villa (Nordheim), Riodeserto (Öttenbach), Pozza (Putzen), S.Martino (Reinswald), Montenovale (Riedelsberg), Stetto (Steet), Trina (Trienbach), Boscoriva (Unterreinswald), Selva di Vormes (Vormeswald), Riobianco (Weissenbach) and Lana al Vento (Windlahn).
Sarntal giáp các đô thị: Hafling, Freienfeld, Klausen, Franzensfeste, Mölten, Ratschings, Ritten, Jenesien, St. Leonhard in Passeier, Schenna, Vahrn, Vöran và Villanders.